# Notiphila phaeopsis
Notiphila phaeopsis är en tvåvingeart som beskrevs av Wayne N. Mathis 1979. Notiphila phaeopsis ingår i släktet Notiphila och familjen vattenflugor. Inga underarter finns listade i Catalogue of Life.